# Liste der Monuments historiques in Delme
Die Liste der Monuments historiques in Delme führt die Monuments historiques in der französischen Gemeinde Delme auf.

## Liste der Bauwerke
| Bezeichnung | Beschreibung             | Standort                       | Kennzeichnung | Schutzstatus | Datum | Bild           |
| ----------- | ------------------------ | ------------------------------ | ------------- | ------------ | ----- | -------------- |
| Synagoge    | von 1878 bis 1880 erbaut | 31 rue Raymond-Poincaré (Lage) | PA00106751    | Inscrit      | 1984  | weitere Bilder |

## Liste der Objekte
| Bezeichnung | Beschreibung                                            | Standort                        | Kennzeichnung | Schutzstatus | Datum | Bild |
| ----------- | ------------------------------------------------------- | ------------------------------- | ------------- | ------------ | ----- | ---- |
| Kruzifix    | Tannen- und Lindenholz, farbig gefasst, 15. Jahrhundert | in der Kirche St-Germain (Lage) | PM57000782    | Inscrit      | 1985  |      |